# CGD
CGD (Compagnia Generale del Disco) — італійський лейбл звукозапису, створений 1948 року.

## Історія
Студія звукозапису CGD була заснована у 1948 році співаком Тедді Рено, в Мілані на вулиці Passarella 4. У 1988 році, як і багато інших лейблів звукозапису, студія стала банкрутом і була викуплена Warner Music Group.